# 周良寏
周良寏（1517年—？），字以介，福建泉州府晉江縣人，民籍，明朝政治人物。

## 生平
嘉靖二十二年（1543年）癸卯科福建鄉試第二十一名舉人。嘉靖二十九年（1550年）中式庚戌科會試第二百十二名，登第三甲第四十七名進士。初授推官，吏部考功司郎中，转文选司郎中。嘉靖四十年四月，吏科给事中胡应嘉劾奏吏部文选司郎中周良寏；提督学校御史于業贪黩异常，廉耻扫地，冒居要秩，有站清班，请并罢斥。奏入，上命锦衣卫捕良寏及业，拷讯以闻，寻俱降级调外任用。

## 家族
曾祖周清；祖父周運；父周椿，母王氏。严侍下。弟良寀。